# Programa Zond
Zond (Зонд; en rus «sonda») és el nom donat a dues sèries de missions espacials no tripulades soviètiques, actives de 1964 a 1970 amb l'objectiu de recollir informació dels planetes propers i provar tecnologies espacials.

## Trajectòria
La primera sèrie de tres missions es basaven en la sonda planetària 3MV destinada a recollir informació sobre els planetes propers com explorar Venus i Mart. La segona sèrie de sondes de prova foren precursores als vols d'enllaç circumlunars tripulats utilitzant una variant reduïda de la nau Soiuz, consistint en mòduls de servei i de descens, però sense el mòdul orbital.
Després de dos fracassos la Zond 3 s'envià en missió de prova i fotografià la cara oculta de la Lluna (i fou la segona sonda en fer-ho) per seguir posteriorment en ruta cap a Mart i provar sistemes de telemesura.
Les missions Zond 4 fins a Zond 8 foren vols de prova per a vols circumlunars tripulats. Per a les missions dirigides a la Lluna s'utilitzà la sonda Soiuz 7K-L1, alleugerida de molts elements per fer possible el recorregut fins a la Lluna. Es van llençar amb el coet Proton que podia enviar les Zond en una trajectòria de retorn lliure al voltant de la Lluna (és a dir sense poder entrar en una òrbita lunar). Podia dur 1 o 2 cosmonautes.
Tant el coet Proton com les Soiuz tenien alguns problemes de fiabilitat, però la carrera espacial obligà a llençar les diverses missions amb algunes dificultats. El vol circumlunar de la Zond 5 el setembre de 1968 obligà la NASA a canviar els plans de l'Apollo 8 i dur-lo cap a una trajectòria lunar en lloc de l'òrbita terrestre inicialment prevista. Malgrat tot, de les cinc darreres Zond (de la 4 a la 8) quatre patiren avaries durant el vol.
Els vols recolliren dades sobre micrometeorits, raigs còsmics, vent solar, camps magnètics i emissions de ràdio. També van prendre fotografies.

## Missions

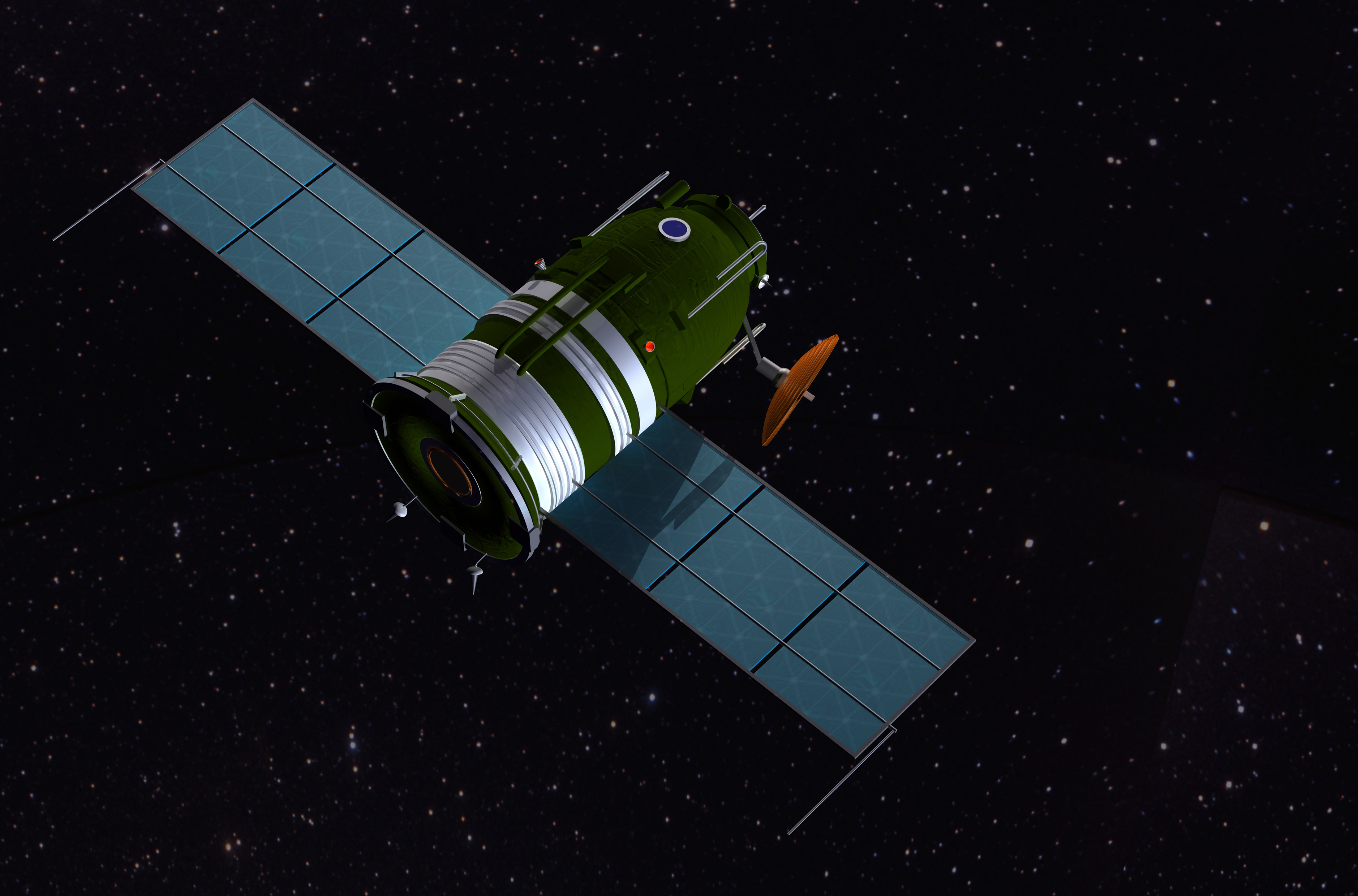
Nau circumlunar Zond en ruta a la Lluna. Il·lustració artística

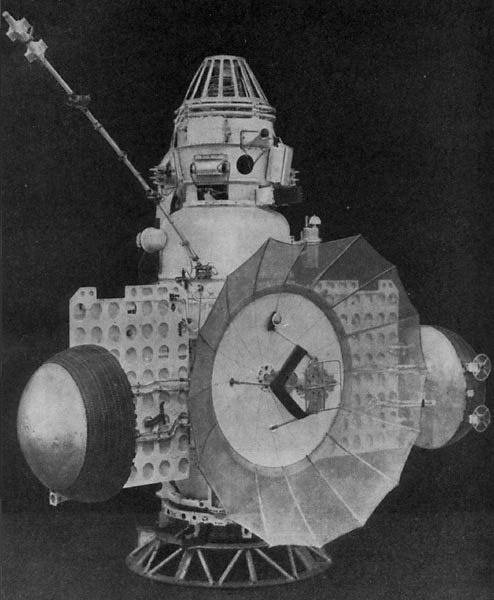
Zond 2, part interplanetària de la família 3MV

| - Zond 1 - Llançament: 4 d'abril de 1964 - Pèrdua de comunicacions: 14 de maig de 1964 - Òrbita de Venus: 14 de juliol de 1964 - Zond 2 - Llançament: 30 de novembre de 1964 - Pèrdua de comunicació: maig de 1965 - Sobrevol de Mart: 6 d'agost de 1965 - Zond 3 - Llançament: 18 de juliol de 1965 - Sobrevol lunar: 20 de juliol de 1965 - Cosmos 146 - Llançament: 10 de març de 1967 - Prototip Soiuz 7K-L1P llançat per un Protó en una òrbita terrestre altament el·líptica programada. - Cosmos 154 - Llançament: 8 d'abril de 1967 - Prototip Soiuz 7K-L1P llançat per un Protó i va fallar en la trajectòria translunar programada. - Zond 1967A - Llançament: 28 de setembre de 1967 - Va recaure 60 segons després del llançament. La torre d'escapament va expulsar la càpsula Zond fora de perill. El coet es va estavellar a 65 km de distància. - Intent de sobrevol lunar | - Zond 1967B - Llançament: 22 de novembre de 1967 - Error en el segon tram. Es va recuperar la càpsula Zond en condicions. El coet es va estavellar a 300 km de distància. - Intent de sobrevol lunar - Zond 4 - Llançament: 2 de març de 1968 - Estudi de les regions remotes de l'espai circumterrestre, desenvolupament de nous sistemes de bord i les unitats de les estacions espacials. - Va tornar a la Terra el 7 de març de 1968—Sistema d'autodestrucció automàticament va expulsar la càpsula de 10 a 15 km d'altitud, 180–200 km davant de la costa africana a Guinea. - Zond 1968A - Llançament: 23 d'abril de 1968 - Va fallar el segon tram 260 segons després del llançament. - Intent de sobrevol lunar - Zond 1968B (Zond 7K-L1 s/n 8L) - Llançament: 21 de juliol de 1968 - El tram Block D va explotar en la plataforma, ferint de mort a tres persones. | - Zond 5 - Llançament: 15 de setembre de 1968 - Pas circumlunar: 18 de setembre de 1968 - Retorn a la Terra: 21 de setembre de 1968 - Les tortugues i altres mostres biològiques van ser les primeres formes de vida a viatjar al voltant de la Lluna i tornar fora de perill. - Zond 6 - Llançament: 10 de novembre de 1968 - Pas circumlunar: 14 de novembre de 1968 - Retorn a la Terra: 17 de novembre de 1968 - Zond 1969A - Llançament: 20 de gener de 1969 - El segon tram es va aturar en 25 segons abans d'hora. Es va avortar el vol automàticament. La càpsula va ser recuperada en condicions. - Intent de sobrevol lunar | - Zond L1S-1 - Llançament: 21 de febrer de 1969 - Error del primer tram. El sistema d'escapament de la càpsula es va iniciar 70 segons després del llançament. Es va recuperar la càpsula. - Intent d'orbitador lunar i prova del coet N1 - Zond L1S-2 - Llançament: 3 de juliol de 1969 - Error del primer tram. Es va recuperar la càpsula Zond. - Intent d'orbitador lunar i prova del coet N1 - Zond 7 - Llançament: 7 d'agost de 1969 - Sobrevol lunar: 11 d'agost de 1969 - Retorn a la Terra: 14 d'agost de 1969 - Zond 8 - Llançament 20 d'octubre de 1970 - Sobrevol lunar: 24 d'octubre de 1970 - Retorn a la Terra: 27 d'octubre de 1970 - Zond 9 - Programat però cancel·lat finalment - Zond 10 - Programat però cancel·lat finalment |